# Kringa
Kringa is een plaats in de gemeente Tinjan in de Kroatische provincie Istrië. De plaats telt 364 inwoners (2001).